# Xu Guoqing
Xu Guoqing –en xinès, 徐國清– (17 d'abril de 1958) és un esportista xinès que va competir en judo,
Va guanyar una medalla de bronze al Campionat Mundial de Judo de 1987, i dues medalles de plata al Campionat Asiàtic de Judo de 1988. Als Jocs Asiàtics de 1986 va aconseguir una medalla de plata.

## Palmarès internacional
| Campionat Mundial | Campionat Mundial     | Campionat Mundial | Campionat Mundial |
| Any               | Lloc                  | Medalla           | Categoria         |
| ----------------- | --------------------- | ----------------- | ----------------- |
| 1987              | Essen ( RFA)          | 3                 | +95 kg            |
| Jocs Asiàtics     |                       |                   |                   |
| Any               | Lloc                  | Medalla           | Categoria         |
| 1986              | Seül ( Corea del Sud) | 2                 | +95 kg            |
| Campionat Asiàtic |                       |                   |                   |
| Any               | Lloc                  | Medalla           | Categoria         |
| 1988              | Damasc ( Síria)       | 2                 | +95 kg            |
| 1988              | Damasc ( Síria)       | 2                 | Oberta            |